# Coupon couru
Le coupon couru d'une obligation est la fraction d'intérêt annuel écoulé depuis le dernier versement des intérêts jusqu'à la date actuelle.
Le coupon couru se calcule de la façon suivante : 
Ainsi, le vendeur d'une obligation ne sera pas lésé car il touchera sa part d'intérêt sans devoir attendre la prochaine échéance.
La valeur du coupon couru est indépendante de la cotation de l'obligation à laquelle le coupon fait référence.